# الغزو المغولي الثالث لبولندا
الغزو المغولي الثالث لبولندا (بالإنجليزية: The third Mongol invasion of Poland) تحت قيادة نوجاي خان وتالابوغا بين عامي 1287-1288. كما حدث في الغزو الثاني، كان الهدف نهب بولندا الصغرى، ومنع الدوق ليشيك الثاني الأسود من التدخل في شؤون المجر وروثينيا. كان الغزو أيضًا جزءًا من العمليات الحربية بين بولندا وروثينيا؛ وفي عام 1281، هزم البولنديون قوة مغولية بالقرب من غوشليتش التي دخلت أراضي الدوق ليشيك دعمًا للأمير ليف الأول.

## التخطيط
في نوفمبر 1287، طلب نوجي خان من أمراء روثينيا أن يقتادوا جيوشهم بأنفسهم للانضمام إليه في حملة على بولندا، بينما جمع هو وتالابوغا سلاح الفرسان الخاص بهم. جمع «حشدًا كبيرًا» بحسب وصف سجل الوقائع التاريخية لمملكة غاليسيا فولينيا، إلى جانب أتباعه على الحدود البولندية الغاليسية. شرع بالتخطيط للغزو بعد أن ترك بعض الرجال في روثينيا لحماية الجزء الخلفي.
نُفِّذت الحملة من قبل قوّة قوامها 30 ألف رجل، ومزيج من القوات المغولية/التركية، وقوات الأتباع الروثينيين. كانت الخطة التي وضعها نوجي خان مماثلة للخطة التي وضعها عام 1259. إذ قسم قوات المغول إلى رتلين. هاجم 20 ألف فارس (بما في ذلك الروثينيين) تحت إمرة تالابوغا باتجاه ساندوميرز وشمال بولندا الصغرى، بينما توجه 10 آلاف فارس (جميعهم من المغول/الأتراك؛ ولم يشِر أي مصدر إلى وجود الروثينيين) نحو منطقة كراكوف سوكتش (بالبولندية: Kraków - Sącz) تحت قيادة نوجاي خان. وكما الغزوات السابقة، كان من المقرر أن تتم الحملة بغتةً وبسرعة كبيرة لمنع العدو من حشد قواته بشكل مناسب. وبعد نهب المقاطعات التابعة لكل منها والاستيلاء على ساندوميرز، كان من المقرر أن يتحد الرتلان شمال كراكوف. بعد ضم المجموعتين، كان من المقرر أن يتقدم الحشد عبر كيلسي وخينتشيني ويندجيوف وميخوف قبل نهب كراكوف. بعد تدمير بولندا، كانت القوات المغولية ستعود إلى روس (غاليسيا فولينيا).
لم يكن لدى المدافعين البولنديين أي خطة مدروسة، إذ باغتتهم الغارة على حين غرّة. وُضعت إستراتيجية مخصصة ارتجالية رُكِّز فيها معظم القوات على القلاع والمدن المحصنة بدلًا من الخروج لمجابهة المغول في المعارك الميدانية. وقد وقف الدوق ليشيك –بقوته الرئيسية–  في مسار الرتل الأول.